# Sparks (Nevada)
Pour les articles homonymes, voir Sparks.
Sparks est une ville du comté de Washoe, dans l'État du Nevada, aux États-Unis. Selon le recensement des États-Unis de 2010, sa population s'élevait à 90 264 habitants, alors que les estimations de 2017 donnaient 100 888 habitants.

## Économie
Siège social de Sierra Nevada Corporation.